# 龍ヶ岳 (小惑星)
龍ヶ岳（りゅうがたけ、20120 Ryugatake）は小惑星帯に位置する小惑星。群馬県大泉町のアマチュア天文家、小林隆男が発見した。
ミューイ天文台のある熊本県天草郡にあった町龍ヶ岳町（現在は上天草市）から命名された。